# Future Days
Future Days er det fjerde studiealbum af den vesttyske krautrock gruppe Can. Albummet blev udgivet den 1. august 1973. 
Future Days var gruppens sidste album med Damo Suzuki, og udgør det sidste album i deres klassiske trilogi med Suzuki som forsanger. På Future Days tog Can et skridt væk fra den funk inspirerede lyd, som dominerede Ege Bamyası, og gik i stedet imod ambient musik.

## Spor
Alle sange skrevet og komponeret af Holger Czukay, Michael Karoli, Jaki Liebezeit, Irmin Schmidt og Damo Suzuki. 
| 1. | "Future Days" | 9:34 |
| 2. | "Spray"       | 8:28 |
| 3. | "Moonshake"   | 3:02 |

| Side 2 | Side 2                      | Side 2 | Side 2 | Side 2 | Side 2 | Side 2 | Side 2 | Side 2 | Side 2 |
| #      | Titel                       | Længde |        |        |        |        |        |        |        |
| ------ | --------------------------- | ------ | ------ | ------ | ------ | ------ | ------ | ------ | ------ |
| 1.     | "Bel Air" / "Spare a Light" | 20:00  |        |        |        |        |        |        |        |
| 41:04  |                             |        |        |        |        |        |        |        |        |

## Musikere
- Damo Suzuki – sang, slagtøj
- Holger Czukay – bass, kontrabas
- Michael Karoli – guitar, violin
- Jaki Liebezeit – trommer, slagtøj
- Irmin Schmidt – keyboard, synthesizer